# Puttensteyn
Puttensteyn was een kasteel in de Nederlandse plaats Oud-Beijerland, provincie Zuid-Holland.
Het in de 13e eeuw gebouwde kasteel was een bezit van de heren van Putten. Het diende als bestuurscentrum voor de heerlijkheid Putten. 
In 1299 gebruikte Witte van Haemstede het kasteel om de scheepvaart naar het belegerde Dordrecht te blokkeren. 
In 1304 zal Puttensteyn zijn verwoest door invallende Vlamingen. Heer Nicolaas III van Putten en zijn echtgenote Aleyd verplaatsten hierna het bestuurscentrum naar Geervliet, waar zij reeds aanwezige versterkte hoeve verbouwden tot het kasteel Hof van Putten. 
Puttensteyn werd niet meer herbouwd. Dit kan te maken hebben met bezwaren van de stad Dordrecht, die moeite had met de strategische ligging van het kasteel langs de vaarroutes naar de stad. Aannemelijker is echter dat de polder Oud-Putten - waar het kasteel stond - tijdens de oorlog met de Vlamingen was overstroomd en dat de dijken nadien niet meer werden hersteld, waardoor herbouw van het kasteel geen zin had. 
In 1595 zijn de funderingen opgegraven. In de 20e eeuw is een archeologische waarneming gedaan, maar de exacte locatie van het kasteel is nog steeds onduidelijk.
Abbenbroek · Abspoel · Adegeest · Slot Alkemade ·  Altena · Arkelsburg · Bellesteyn · Huis ten Berghe · Binckhorst · Binnenhof · Blijdestein · Te Blotinghe · Boekenburg · Boekhorst · Boshuysen · Bulgersteyn · Burcht (Leiden) · Burcht (Voorne) · Slot Capelle · Coebel · Cranenburg · Crayestein · Cronesteyn · Crooswijk · Develstein · 't Huys Dever · Dirks Steenhuis · Ter Does · Duivenstein · Duivenvoorde · Endegeest · Endepoel · Foreest · Giessenburg · Gravensteen · Groot Haesebroek · 's Heeraartsberg · Hof van Wateringen · Holy · Slot Honingen · Kasteel van de Heren van Arkel · Kasteel van Gouda · Keenenburg · Kasteel Keukenhof · Klein Poelgeest · Huis te Langerak · Langestein · Huis te Liesveld · Ter Lips · De Loo · Madeburcht · Marenburch · Meerburg · Huis te Merwede · Huis ter Mey · Kasteel van der Meye · Niemandsvriend · Noordeloos · Oud-Berendrecht · Oud-Poelgeest · Oud Teylingen · Paddenpoel · Persijn · Groot Poelgeest · Hof van Putten · Puttensteyn · Landgoed De Raephorst · Kasteel Ravesteyn · Kasteel van Rhoon · Rijnegom · Rijnenburg · Huis te Riviere · Rodenburg · Hofstad Rodenrijs · Rodenrijs · Rosenburgh · Huis Roucoop · Santhorst · Schelluinderberg · Schonenburg · Kasteel van Schoonhoven · Souburgh · Spangen · Starrenburg · Huis ter Specke · Steenvoorde · Stenevelt · Slot Teylingen · Den Toll · Torenvliet · Slot Valckesteyn · Huis ter Waard · Warmont · Ter Weer · Hof van Wena · Kasteel Westerbeek · Huis te Woude · Kasteel van IJsselmonde · 't Zand · Huis Zevender · Kasteel aan de Zevender · Zijlhof · Zonneveld · Huis Zuidwijk · Zwieten